# Milaan-San Remo 1931
De wielerwedstrijd Milaan-San Remo 1931 werd gereden op 22 maart 1931. Het parcours van deze 24e editie was 286 km lang.  Er waren 140 deelnemers, waarvan 106 de eindstreep haalden. De winnaar legde de afstand af in 9u 35min.

## Verloop
De wedstrijd werd in een groepsspurt gewonnen door de Italiaanse wereldkampioen Alfredo Binda voor zijn landgenoten Learco Guerra, Domenico Piemontesi, Fabio Battesini en Michele Mara (die de vorige editie had gewonnen). Voor Binda was het de tweede (en laatste) maal overwinning in Milaan-San Remo; hij had reeds gezegevierd in 1929. Een aantal renners werden samen als zesde gerangschikt dit waren: Pio Caimmi, Alfredo Carniselli, Emilio Codazza, Leonida Frascarelli, Allegro Grandi, Luigi Marchisio, Giuseppe Martano, Joseph Mauclair, Giuseppe Pancera, Alfonso Piccin, Armando Zucchini.

## Deelnemende ploegen
| Deelnemende teams     | Deelnemende teams | Deelnemende teams | Deelnemende teams  |
| --------------------- | ----------------- | ----------------- | ------------------ |
| Bianchi-Pirelli       | Gloria-Hutchinson | Maino-Clément     | Legnano-Hutchinson |
| Touring-Pirelli       | Dei               | Chemineau-Wolber  | Ganna-Dunlop       |
| Bestetti-D'Alessandro | Frejus            | Lutetia-Wolber    |                    |

## Uitslag
| Milaan–San Remo 1931 |                     |                    |          |
| Plaats               | Naam                | Ploeg              | Tijd     |
| Winnaar              | Alfredo Binda       | Legnano-Hutchinson | 9u35'00" |
| 2                    | Learco Guerra       | Maino-Clément      | z.t.     |
| 3                    | Domenico Piemontesi | Bianchi-Pirelli    | z.t.     |
| 4                    | Fabio Battesini     | Maino-Clément      | z.t.     |
| 5                    | Michele Mara        | Bianchi-Pirelli    | z.t.     |
| 6                    | Pio Caimmi          | Gloria-Hutchinson  | z.t.     |
| 7                    | Alfredo Carniselli  | Individueel        | z.t.     |
| 8                    | Emilio Codazza      | Individueel        | z.t.     |
| 9                    | Leonida Frascarelli | Legnano-Hutchinson | z.t.     |
| 10                   | Allegro Grandi      | Bianchi-Pirelli    | z.t.     |
| 11                   | Luigi Marchisio     | Legnano-Hutchinson | z.t.     |
| 12                   | Giuseppe Martano    | Frejus             | z.t.     |
| 13                   | Joseph Mauclair     | Chemineau-Wolber   | z.t.     |
| 14                   | Giuseppe Pancera    | Chemineau-Wolber   | z.t.     |
| 15                   | Alfonso Piccin      | Individueel        | z.t.     |
| 16                   | Armando Zucchini    | Ganna-Dunlop       | z.t.     |
| 17                   | Luigi Giacobbe      | Maino-Clément      | z.t.     |
| 18                   | Angelo Rinaldi      | Maino-Clément      | z.t.     |
| 19                   | Eugenio Gestri      | Legnano-Hutchinson | z.t.     |
| 20                   | Antonio Negrini     | Legnano-Hutchinson | z.t.     |

1907 · 1908 · 1909 · 1910 · 1911 · 1912 · 1913 · 1914 · 1915 · 1916 · 1917 · 1918 · 1919 · 1920 · 1921 · 1922 · 1923 · 1924 · 1925 · 1926 · 1927 · 1928 · 1929 · 1930 · 1931 · 1932 · 1933 · 1934 · 1935 · 1936 · 1937 · 1938 · 1939 · 1940 · 1941 · 1942 · 1943 · 1944 · 1945 · 1946 · 1947 · 1948 · 1949 · 1950 · 1951 · 1952 · 1953 · 1954 · 1955 · 1956 · 1957 · 1958 · 1959 · 1960 · 1961 · 1962 · 1963 · 1964 · 1965 · 1966 · 1967 · 1968 · 1969 · 1970 · 1971 · 1972 · 1973 · 1974 · 1975 · 1976 · 1977 · 1978 · 1979 · 1980 · 1981 · 1982 · 1983 · 1984 · 1985 · 1986 · 1987 · 1988 · 1989 · 1990 · 1991 · 1992 · 1993 · 1994 · 1995 · 1996 · 1997 · 1998 · 1999 · 2000 · 2001 · 2002 · 2003 · 2004 · 2005 · 2006 · 2007 · 2008 · 2009 · 2010 · 2011 · 2012 · 2013 · 2014 · 2015 · 2016 · 2017 · 2018 · 2019 · 2020 · 2021 · 2022 · 2023 · 2024 · 2025
Lijst van beklimmingen